# Дом с чайной лавкой
Дом с чайной лавкой — архитектурный памятник, расположенный в городе Верхотурье, Свердловской области.
Решением Совета народных депутатов № 75 от 18 февраля 1991 года присвоен статус памятника архитектуры регионального значения.

## Архитектура
Композиция является образцом торговых зданий начала XX века. У дома усложнённая форма кровли, два объёма пристроены друг к другу. В убранстве своеобразно сочетаются кирпичные и гранитные элементы.
Расположен в центральной части города, на северной границе исторического квартала. Двухэтажный объём дома сложен из кирпича и гранита. Имеет прямоугольный план, вытянутый в глубину участка. Кровля постройки выполнена в форме зеркального свода. Усложнён с тыльной стороны здания деревянной пристройкой с лестницей на второй этаж. Юго-западный уличный фасад дома симметричный центрально-осевой. Поле стены разбито на три части широкими гранитными лопатками, которые упираются в раскрепованный карниз. Выше карниза над лопатками размещены четырёхгранные постаменты. Над их центральной парой, соединенной парапетом, выведены четырёхгранные тумбы. Центрально размещенный вход украшен ордерным обрамлением с треугольным фронтончиком. Окна нижнего яруса прямоугольные (утрачены), верхнего — арочные. Поле стены в верхнем ярусе расшито горизонтальным рустом, переходящим в радиальный над дугами арок с замком. Стены со двора имеют асимметрично размещенные проемы и лишены декоративного убранства.
Торговый зал нижнего этажа имеет три входа: с улицы, со двора, из смежной чайной лавки. Находящиеся друг под другом торговые залы сообщались по внутренней лестнице (утрачена).